# 聖地亞哥島 (加拉帕戈斯群島)

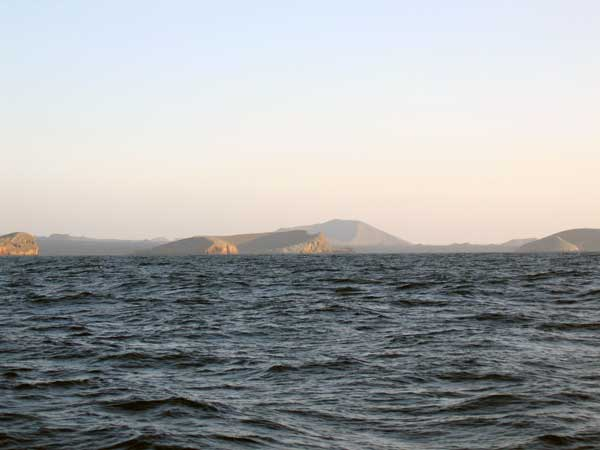

00°15′S 090°42′W / 0.250°S 90.700°W
聖地亞哥島（西班牙語：Isla Santiago）是厄瓜多爾的島嶼，位於太平洋海域，屬於加拉帕戈斯群島的一部分，長35公里、寬22公里，面積585平方公里，最高點海拔高度907米，島上無人居住。